# (2740) Цой
(2740) Цой (лат. Tsoj) — типичный астероид главного пояса, открыт 26 сентября 1974 года советским астрономом Людмилой Журавлёвой в Крымской астрофизической обсерватории и 12 сентября 1992 года назван в честь советского рок-музыканта, автора и исполнителя песен Виктора Цоя.

## Обнаружение и именование
(2740) Цой
Открыт 26 сентября 1974 года в Научном Л. В. Журавлёвой.
Назван в память о поэте, композиторе и солисте рок-группы "Кино" Викторе Робертовиче Цое (1962—1990).
Оригинальный текст (англ.)2740 Tsoj
Discovered 1974-09-26 by Zhuravleva, L. at Nauchnyj.
Named in memory of Victor Robertovich Tsoj (1962—1990), poet, composer and soloist of the rock-group Kino.
Источники: DISCOVERY.DB; M.P.C. 20834.

## Орбита

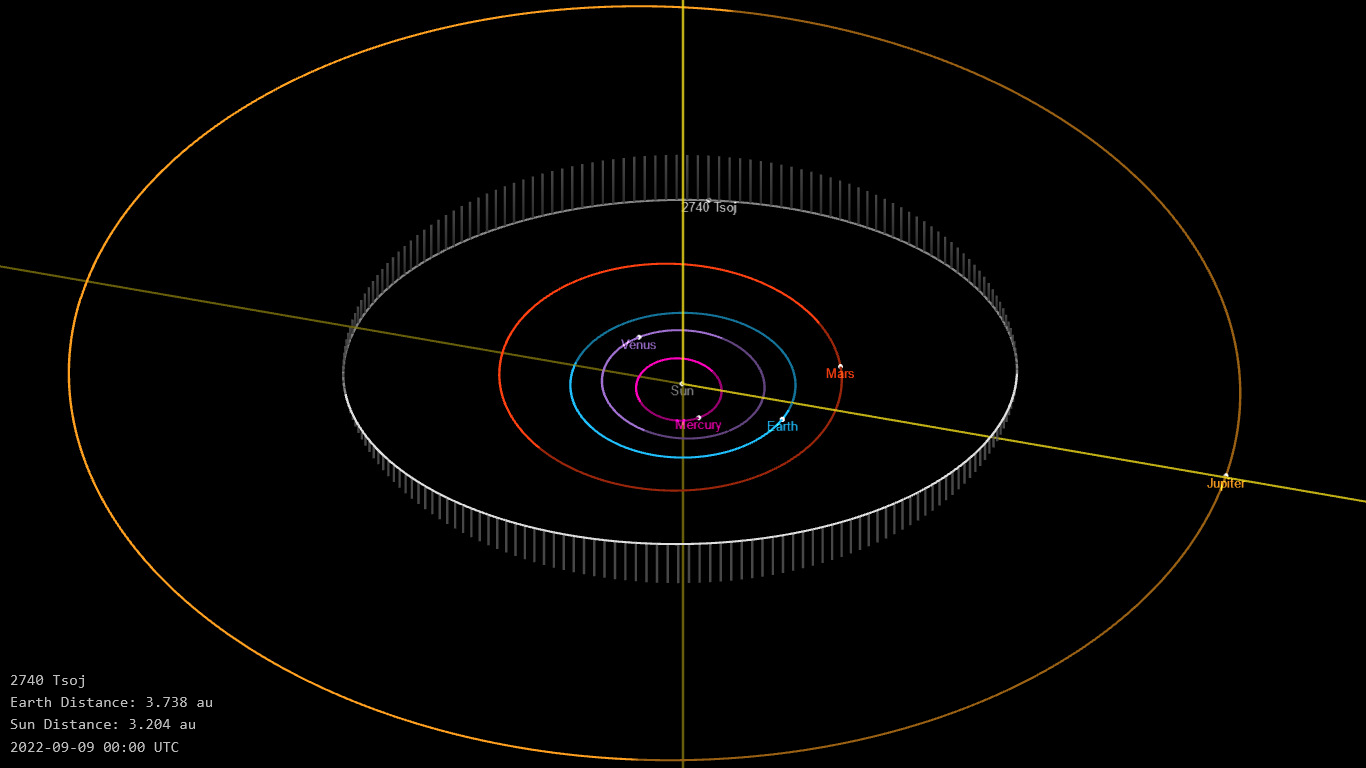
Орбита астероида Цой и его положение в Солнечной системе

## Физические характеристики
Астероид относится к таксономическому классу K.
По результатам наблюдений в видимом и ближнем инфракрасном диапазоне космического телескопа NEOWISE и наблюдений в инфракрасном диапазоне спутника Akari диаметр астероида сначала оценивался равным 17,985±0,125 км, позже — 18,63±1,41 км, 20,90±0,40 км, 18,78±4,90 км, 26,16±6,59 км, 17,701±0,161 км. Согласно тем же источникам альбедо оценивается как 0,1144±0,0205, 0,106±0,017, 0,122±0,024, 0,13±0,06, 0,07±0,07 и 0,118±0,027.